# Tschapoma (Fluss)
Die Tschapoma (russisch Чапома) ist ein 113 km langer Fluss im Südosten der Halbinsel Kola in der Oblast Murmansk in Russland. 
Sie hat ein Einzugsgebiet von 1110 km² und einen mittleren Abfluss von 12,4 m³/s. Deutlich erhöhte Abflussmengen erreicht der Fluss aufgrund der Schneeschmelze in den Monaten Mai und Juni. Der Fluss hat seine Quelle etwa 80 km von der Weißmeer-Küste entfernt im Innern der Kola-Halbinsel. Er fließt überwiegend in südsüdöstlicher Richtung und mündet bei der gleichnamigen Siedlung in das Weiße Meer.
Die Tschapoma wird im Sommer von Angeltouristen besucht, die hier Lachse, Meer- und Bachforellen fangen.